# Heather Albert
Heather Albert (Sandy, Iowa, 27 de maig de 1968) va ser una antiga ciclista estatunidenca. Ha combinat la carretera amb el ciclisme en pista.
També és coneguda com a Heather Albert-Hall, el seu nom de casada.

## Palmarès
- 1996
  - Vencedora d'una etapa al Bisbee Tour
- 1997
  - Vencedora d'una etapa a la Women's Challenge
- 2002
  - 1a al Tour de Toona i vencedora de 2 etapes
  - Vencedora d'una etapa a la Cascade Cycling Classic
- 2003
  - Vencedora d'una etapa a la Cascade Cycling Classic